# فائوستو گوئرتسونی
فائوستو گوئرتسونی (ایتالیایی: Fausto Guerzoni؛ ۱۳ ژانویه ۱۹۰۴ – ۱ ژوئن ۱۹۶۷) بازیگر اهل ایتالیا بود.
از فیلم‌هایی که وی در آن نقش داشته‌است، می‌توان به اوه! سابلا، دزد دوچرخه، نان، عشق و …، دون پاسکواله، نان، عشق و رؤیاها، رم ساعت ۱۱:۰۰، سواره‌نظام، کشور زنگ‌ها، یک توپ و یازده مرد، آنای بروکلین، اورفه سیاه و اتصال کوتاه اشاره کرد.